# Spanyol férfi kézilabdakupa
A spanyol férfi kézilabdakupa, hivatalos nevén Copa ASOBAL egy évenként megrendezett kupasorozat a spanyol férfi kézilabdacsapatok számára. Az elsőt az 1990–1991-es szezonban rendezték.

## Az egyes szezonok döntői
| Szezon  | Helyszín        | Bajnok                | Döntős                     | Eredmény |
| ------- | --------------- | --------------------- | -------------------------- | -------- |
| 2022–23 | León            | FC Barcelona          | Ademar León                | 39–21    |
| 2021–22 | Zaragoza        | FC Barcelona          | Bidasoa Irún               | 37–29    |
| 2020–21 | Santander       | FC Barcelona          | Liberbank Cantabria Sinfín | 33–23    |
| 2019–20 | Valladolid      | FC Barcelona          | Bidasoa Irún               | 30–22    |
| 2018–19 | Lleida          | FC Barcelona          | Bidasoa Irún               | 37–23    |
| 2017–18 | León            | FC Barcelona          | ABANCA Ademar León         | 28–22    |
| 2016–17 | León            | FC Barcelona          | BM Granollers              | 30–25    |
| 2015–16 | León            | FC Barcelona          | Naturhouse La Rioja        | 35–31    |
| 2014–15 | León            | FC Barcelona          | BM Granollers              | 37–26    |
| 2013–14 | Barcelona       | FC Barcelona          | BM Granollers              | 34–28    |
| 2012–13 | Vigo            | FC Barcelona          | Atlético Madrid            | 32–24    |
| 2011–12 | León            | FC Barcelona          | Ademar León                | 28–27    |
| 2010–11 | Vigo            | Renovalia Ciudad Real | Barcelona Borges           | 34–31    |
| 2009–10 | Córdoba         | FC Barcelona          | BM Ciudad Real             | 34–33    |
| 2008–09 | Barcelona       | Ademar León           | FC Barcelona               | 31–25    |
| 2007–08 | Valladolid      | BM Ciudad Real        | Ademar León                | 25–23    |
| 2006–07 | León            | BM Ciudad Real        | Portland San Antonio       | 29–27    |
| 2005–06 | Zaragoza        | BM Ciudad Real        | Portland San Antonio       | 31–23    |
| 2004–05 | Roquetas de Mar | BM Ciudad Real        | Portland San Antonio       | 39–36    |
| 2003–04 | Ciudad Real     | BM Ciudad Real        | FC Barcelona               | 29–18    |
| 2002–03 | Valladolid      | BM Valladolid         | FC Barcelona               | 28–27    |
| 2001–02 | León            | FC Barcelona          | Portland San Antonio       | 26–25    |
| 2000–01 | Córdoba         | FC Barcelona          | Portland San Antonio       | 29–28    |
| 1999–00 | Pamplona        | FC Barcelona          | Portland San Antonio       | 24–21    |
| 1998–99 | Zaragoza        | Ademar León           | FC Barcelona               | 31–30    |
| 1997–98 | León            | Caja Cantabria        | Ademar León                | 26–24    |
| 1996–97 | Santander       | Caja Cantabria        | Ademar León                | 24–23    |
| 1995–96 | Castellón       | FC Barcelona          | Caja Cantabria             | 24–23    |
| 1994–95 | Vigo            | FC Barcelona          | Caja Cantabria             | 30–22    |
| 1993–94 | Alcobendas      | BM Granollers         | FC Barcelona               | 21–19    |
| 1992–93 | Moguer          | Elgorriaga Bidasoa    | Teka Santander             | 27–23    |
| 1991–92 | Santander       | Teka Santander        | Elgorriaga Bidasoa         | 26–25    |
| 1990–91 | Ibiza           | Teka Santander        | Alzira Avidesa             | 30–29    |

## Legsikeresebb csapatok
| Bajnok | Csapat         | Szezon |
| ------ | -------------- | --- |
| 18     | FC Barcelona   | 1994–95, 1995–96, 1999–00, 2000–01, 2001–02, 2009–10, 2011–12, 2012–13, 2013–14, 2014–15, 2015–16, 2016–17, 2017–18, 2018–19, 2019–20, 2020–21, 2021–22, 2022–23 |
| 6      | Ciudad Real    | 2003–04, 2004–05, 2005–06, 2006–07, 2007–08, 2010–11 |
| 4      | Teka Cantabria | 1990–91, 1991–92, 1996–97, 1997–98 |
| 2      | Ademar León    | 1998–99, 2008–09 |
| 1      | Valladolid     | 2002–03 |
| 1      | Granollers     | 1993–94 |
| 1      | Bidasoa        | 1992–93 |